# Excelsior (film 1913)
Excelsior è un film muto del 1913 diretto da Luca Comerio.

## Trama
La pellicola riproduce le scene principali di un allestimento del ballo allegorico Excelsior, già messo in scena alla Scala di Milano nel 1881 e più volte replicato ovunque in Italia. Il ballo è dedicato alla lotta sostenuta dal progresso contro il regresso, alla grandezza della civiltà che abbatte e distrugge il potere dell'oscurantismo.

## Critica
(Corriere della Sera, 13 dicembre 1913)
(Emilio Rugiadini. Rivista Cine-Fono-Cinematografica, 20 dicembre 1913)